# Richard Jouve
Richard Jouve (Brianzón, 25 de octubre de 1994) es un deportista francés que compite en esquí de fondo.
Participó en dos Juegos Olímpicos de Invierno, obteniendo dos medallas, bronce en Pyeongchang 2018, en velocidad por equipo (junto con Maurice Manificat), y bronce en Pekín 2022, en el relevo (con Hugo Lapalus, Clément Parisse y Maurice Manificat).
Ganó dos medallas de bronce en el Campeonato Mundial de Esquí Nórdico, en los años 2019 y 2023.

## Palmarés internacional
| Juegos Olímpicos   | Juegos Olímpicos            | Juegos Olímpicos  | Juegos Olímpicos     |
| Año                | Lugar                       | Medalla           | Prueba               |
| ------------------ | --------------------------- | ----------------- | -------------------- |
| 2018               | Pyeongchang (Corea del Sur) | Medalla de bronce | Velocidad por equipo |
| 2022               | Pekín (China)               | Medalla de bronce | Relevo 4 × 10 km     |
| Campeonato Mundial |                             |                   |                      |
| Año                | Lugar                       | Medalla           | Prueba               |
| 2019               | Seefeld (Austria)           | Medalla de bronce | Relevo 4 × 10 km     |
| 2023               | Planica (Eslovenia)         | Medalla de bronce | Velocidad por equipo |